# عتاب مولي هرمز
عتاب مولي هرمز، تابعي، وراوي حديث نبوي من أهل البصرة، من الثقات.

## روايته للحديث النبوي
- روى عن: أنس بن مالك.
- روى عنه:شعبة بن الحجاج.[1]
- الجرح والتعديل: قال أبو حاتم الرازي: «شيخ»،[2] وقال يحيى بن معين: «ثقة»، ذكره ابن حبان في كتاب الثقات، روى له ابن ماجة حديثًا واحدًا في البيعة على السمع والطاعة.[1]